# Église Saint-Maurice de Bonnevaux
L'église Saint-Maurice de Bonnevaux  est une église catholique située dans le département de la Haute-Savoie, sur la commune de  Bonnevaux. De style moderne, dit néo-régionaliste, elle est dédiée au saint martyr Maurice d'Agaune. Elle appartient à la paroisse de Saint-Maurice en vallée d'Abondance et fait l'objet d'un Inventaire général du patrimoine culturel.

## Histoire
À l'origine, la paroisse possède une chapelle dédiée à saint Maurice. Elle est mentionnée en 1443 et aurait une origine remontant très probablement au XIIIe siècle,. Elle appartient à l'abbaye d'Abondance,.
La chapelle est érigée en église paroissiale en 1778,, afin que les habitants soient mieux encadrés.
L'édifice est détruit à la suite d'un incendie, en 1961,. Il est décidé d'en reconstruire une nouvelle, à côté, en 1963,.

## Description
L'église est réalisée selon les plans de l'architecte local, Roger Buisson. Il choisit pour sa reconstruction un style dit moderne, qui a été initié dans la région par les architectes Louis Moynat et Maurice Novarina. Elle est édifiée en béton coffré et en bois,. Les vitraux permettent un éclairage satisfaisant.
Seul l'ancien clocher, datant de 1869,, est maintenu.